# Obrazki z wystawki
Obrazki z wystawki – album zespołu Bielizna wydany w 2009 roku nakładem wydawnictwa S.P. Records.

## Lista utworów
Źródło:.
1. „Wściekły jad” – 3:28
2. „Zostaw go” – 3:16
3. „Buraki” – 3:26
4. „Chory związek” – 4:18
5. „Szkolny zjazd” – 3:18
6. „Kolumbowie znad Wisły” – 3:53
7. „Żywioł i pies” – 3:57
8. „Zęby Zorro” – 3:58
9. „Człowiek którego nie ma” – 4:22
10. „Kurt Cobain” – 4:35
11. „Preludium Emo” – 3:38
12. „Tw” – 5:10

## Twórcy
Źródło:.
- Jarosław Janiszewski – śpiew
- Jarosław Furman – gitara
- Robert Dobrucki – saksofon
- Jarosław Figura – gitara basowa
- Andrzej Jarmakowicz – perkusja
- Krzysztof Stachura – gitara

gościnnie
- Piotr Sztajdel – fortepian